# Rocco Siffredi
Rocco Siffredi, nome artístico de Rocco Tano Oronio  (Ortona Mare, 4 de maio de 1964), é um ator italiano de filmes pornográficos. Atualmente é sexólogo, diretor e produtor de filmes do mesmo gênero, além de ter sido modelo.

## Biografia
Começou sua carreira em 1986, se tornando em seus dezessete anos de atividade como ator pornográfico, uma das maiores estrelas desse gênero em todo o mundo. Também se destacou como diretor e até produtor de filmes pornográficos, criando a sua própria produtora de filmes, a "La Rocco Siffredi Production".
Sua fama foi além do cinema adulto, aparecendo em várias oportunidades em programas de televisão. Em 1999 foi publicado um livro sobre sua história de vida, o livro se chamou "Rocco Siffredi, Il mito di un uomo italiano".
Ao se aposentar como ator em junho de 2004, após atuar em centenas de filmes, o ator italiano alegou ainda estar em forma para o trabalho, mas que está se afastando por razões familiares. Ele é casado com uma ex-miss húngara e ex-atriz pornográfica chamada Rosa Caracciolo  (pseudônimo de Rosza Tassi) e que inclusive realizou alguns filmes com Rocco. É ainda pai de dois filhos, um nascido em 1996, que se chama Lorenzo e o outro nascido em 1999, de nome Leonardo. Siffredi descreveu sua esposa, com quem está casado desde 1991, como doce e inteligente.
No ano de 2002, Rocco foi eleito pela AVN o décimo maior nome do pornô mundial em todos os tempos, sendo que entre os homens ele ficou em terceiro lugar, só atrás de Ron Jeremy e John Holmes, é um dos atores pornográfico mais ricos do mundo.

## Filmografia
Apesar de se divulgar que ele fez mais de mil filmes, ele fez na verdade um pouco mais de trezentos como ator, sendo que desses, um pouco mais de cem, como diretor.

## Prêmios

### AVN (Adult Video News)
- 2006: Melhor na Categoria "Pro-Am Release" - Rocco's Initiations # 9 - Rocco Siffredi/Evil Angel
- 2006: Melhor Diretor na Categoria "Foreign Release" - Who Fucked Rocco? - Evil Angel Productions
- 2005: Melhor na Cateegoria "Sex Scene in a Foreign-Shot Production" - Rocco Ravishes Russia, Rocco's 10 Girl Reverse Gang Bang - Rocco Siffredi/Evil Angel Productions
- 2003: Melhor Video - The Ass Collector - Rocco Siffredi/Evil Angel
- 2003: Melhor Performance Masculina Estrangeira do Ano
- 2003: Melhor Cena de Sexo Grupal (Filme) - The Fashionistas - Evil Angel Productions - Friday, Taylor St. Claire, Sharon Wild e Rocco Siffredi
- 2003: Melhor Diretor (Video) - The Ass Collector - Rocco Siffredi/Evil Angel
- 2003: Melhor Cena de Sexo Anal (Filme) - The Fashionistas - Evil Angel Productions - Kate Frost e Rocco Siffredi
- 2003: Melhor Cena Sexo Oral (boquete)(Filme) - The Fashionistas - Evil Angel Productions - Belladonna e Rocco Siffredi
- 2003: Melhor na Categoria "Sex Scene in a Foreign-Shot Production" - The Ass Collector - Rocco Siffredi/Evil Angel - Veronica B., Cindy, Henrietta, Karib, Katalin, Monik, Nikita, Niky, Sheila Scott, Petra Short, Stella Virgin e Rocco Siffredi
- 2002: Melhor na Categoria "Sex Scene in a Foreign-Shot Production" - Rocco: Animal Trainer 4 - Rocco Siffredi/Evil Angel - Amanda Angel, Katharine Count, Guys in Masks
- 2002: Melhor Cena de Sexo Anal (Video) - Rocco: Animal Trainer 5 - Rocco Siffredi/Evil Angel - Janice e cinco Homens
- 2002: Melhor na Categoria "Anal-Themed Series" - Rocco's True Anal Stories - Rocco Siffredi/Evil Angel
- 2002: Melhor na Categoria "Continuing Video Series" - Rocco: Animal Trainer - Rocco Siffredi/Evil Angel
- 2002: Melhor na Categoria "Couples Sex Scene" (Video) - Rocco's Way To Love - Rocco Siffredi/Evil Angel - Kelly Stafford e Rocco Siffredi
- 2001: Melhor na Categoria "Anal-Themed Feature" - Rocco's True Anal Stories 11 - Rocco Siffredi/Evil Angel
- 2001: Melhor na Categoria "Anal-Themed Series" - Rocco's True Anal Stories, Rocco Siffredi/Evil Angel
- 2001: Melhor na Categoria "Foreign Feature" - Rocco: Animal Trainer 3 - Rocco Siffredi/Evil Angel
- 2000: Melhor na Categoria "Foreign Vignette Tape" - When Rocco Meats Kelly 2: In Barcelona - Rocco Siffredi Productions/Evil Angel
- 2000: Melhor na Categoria "Anal-Themed Series" - Rocco's True Anal Stories, Rocco Siffredi Productions/Evil Angel
- 2000: Melhor na Categoria "Sex Scene in a Foreign-Shot Production" - When Rocco Meats Kelly 2: In Barcelona - Rocco Siffredi Productions/Evil Angel - Rocco Siffredi, Kelly, Alba Dea Monte e Nacho Vidal
- 1998: Melhor na Categoria "Couples Sex Scene" (Video) - Buda - Evil Angel Productions - Rocco Siffredi e Ursula Moore
- 1997: Melhor na Categoria "Couples Sex Scene" (Filme) - Jenna Loves Rocco - Wave Film - Jenna Jameson e Rocco Siffredi
- 1997: Melhor na Categoria "Foreign Vignette Tape" - Prague by Night - Rocco Siffredi/Evil Angel
- 1997: Melhor Cena de Sexo Grupal (Video) - Buttman's Bend Over Babes IV - Evil Angel Productions - Ruby, Christi Lake, Rocco Siffredi e John Stagliano
- 1997: Melhor Cena de Sexo Anal (Video) - Buttman's Bend Over Babes IV - Evil Angel Productions - Laura Turner, Danielle, Louise Kelson e Rocco Siffredi
- 1996: Melhor na Categoria "Couples Sex Scene" (Video) - Buttman's Big Tit Adventure 3 - Evil Angel Productions - Debbie Dee e Rocco Siffredi
- 1996: Performance Masculina do Ano
- 1995: Melhor Cena de Sexo Anal (Video) - Bend Over Brazilian Babes 2 - Evil Angel Productions - Sara, Jessica, Felipé e Rocco Siffredi
- 1994: Melhor Cena de Sexo Grupal (Filme) - New Wave Hookers 3 - VCA Platinum - Crystal Wilder, Tyffany Million, Lacy Rose, Francesca Lé, Jon Dough e Rocco Siffredi
- 1993: Performance Masculina do Ano
- 1992: Melhor na Categoria "Couples Sex Scene" (Video) - Buttman's European Vacation - Evil Angel Productions - Silver e Rocco Siffredi
- 1992: Melhor Cena de Sexo Grupal (Video) - Buttman's European Vacation, Evil Angel Productions - Rocco Siffredi, Silver e Zara Whites
- 1991: Melhor Cena de Sexo Grupal (Video) - Buttman's Ultimate Workout - Evil Angel Productions - Sunny McKay, Alexandra Quinn e Rocco Siffredi

### XRCO (X-Rated Critics Organization)
- 2002: Melhor Ator - The Fashionistas
- 2002: Melhor Cena de Sexo "Male-Female" - Taylor St. Clair e Rocco Siffredi - The Fashionistas
- 2002: Melhor Cena de Sexo Grupal - Friday, Taylor St. Clair, Sharon Wild, Rocco Siffredi - The Fashionistas
- 2000: Hall da Fama
- 1999: Melhor na Categoria "Group Scene" - Final Orgy, Ultimate Guide To Anal Sex For Women Anal Or D.P. Sex Scene - Kelly, Alba Dea Monte, Rocco Siffredi, Nacho Vidal - When Rocco Meats Kelly 2
- 1995: Melhor na Categoria Cena "Male-Female Couple" - Careena Collins e Rocco Siffredi - Kink
- 1994: Melhor Cena de Sexo Grupal - Stephanie Hart-Rogers, Janey Lamb, Rocco Siffredi, Joey Silvera - Buttman's British moderately Big Tit Adventure
- 1993: Melhor na Categoria "Couples Scene" - Crystal Wilder e Rocco Siffredi - New Wave Hookers 3
- 1992: Melhor Cena na Categoria "Beijo Triplo" - Rocco Siffredi, Silver e Zara Whites - Buttman Twins

### Venus (Europa)
- 2000 e 2003: Melhor Ator - Europa